# Serge Frontier
Pour les articles homonymes, voir Frontier.
Serge Frontier, né le 16 juin 1934 à Neuilly-sur-Seine et mort le 7 juillet 2011 à Saint-Boil, est un scientifique français dont l'activité s'est exercée dans les domaines de la planctologie, de la systémique et de l'écologie numérique. 

## Repères biographiques
Serge Frontier est né le 16 juin 1934 dans la région parisienne. Il est l’aîné de trois enfants. On sait peu de choses de son enfance, sinon qu’elle s’est déroulée en grande partie à Étréchy (Essonne), qu'il passa une année dans un collège allemand près de Bonn, et termina ses études secondaires au Collège Geoffroy Saint-Hilaire d’Étampes. Après avoir suivi un cursus universitaire scientifique à la Sorbonne (agrégation de sciences naturelles en 1958), il effectue, dans le cadre du CNRS, un stage à la Station Biologique de Roscoff, puis est intégré à l’ORSTOM (« Office de la Recherche Scientifique et Technique Outre-mer ») en qualité de chercheur spécialiste du zooplancton. 
Il y travaille de 1958 à 1980, principalement à Madagascar, où il est nommé directeur de la Station de Nosy Be en 1977. Il publie les résultats de sa recherche dans de nombreux articles, ainsi que dans sa thèse de doctorat, soutenue devant l’Université de Marseille en 1974 et intitulée Contribution à la connaissance d’un écosystème néritique  tropical : étude descriptive et statistique du peuplement zooplanctonique de la région de Nosy Be (Madagascar) . 
Si la recherche qu’il effectue est d’abord individuelle, elle ne tarde pas à éveiller des intérêts convergents, que Frontier s’attache à fédérer : « Cette synthèse », écrit-il, « n’a été possible que grâce aux travaux des chercheurs venus étudier, dans la même région, les divers aspects de l’océanographie locale. La plus grande partie des recherches réalisées à Nosy Bé depuis 1962 ont été conçues dans un esprit de concertation de plus en plus poussé à mesure que les années passaient et que les résultats partiels se faisaient jour. » Parmi les noms qu’il cite, figurent notamment ceux d’Ibanez, Berrit, Alain Sournia, etc.
Au cours de cette même période, il professe un enseignement destiné à des étudiants et chercheurs en écologie, dans le cadre de l’ORSTOM, mais aussi dans celui de la Station Marine de Villefranche-sur-Mer (Université Paris VI), du Muséum d’Histoire Naturelle de Paris, et de l’Université de Guayaquil (Équateur). Enfin c’est vraisemblablement à partir de 1980 qu’il noue d’étroites relations de travail avec deux océanographes de renom : le Québécois Louis Legendre et le Catalan Ramon Margalef.
Après un court passage à la Faculté de Médecine de l’Université de Rabat où il occupe une chaire de biostatistique, il rejoint en 1981 l’Université des Sciences et Technologies de Lille (Lille 1), où il crée le Laboratoire d’écologie numérique. Parallèlement à son activité de chercheur, il professe un enseignement portant sur la biostatistique, l’écologie numérique, l’écologie générale et théorique. Les témoignages concernant le rayonnement de Serge Frontier et la qualité de son enseignement ne manquent pas.
En 1986, cette même Université, en liaison avec le CNRS, le nomme directeur de la Station Marine de Wimereux, « avec mission de faire de la station un grand centre de recherche ». Il met alors en place une équipe de recherche sur les Écosystèmes littoraux perturbés du Nord-Pas-de-Calais et dirige jusqu’en 1997, date de son départ à la retraite, le Laboratoire d’Écologie Numérique. 
Serge Frontier est mort le 7 juillet 2011 à Saint-Boil, dans le département de Saône-et-Loire.

## Le parcours scientifique
Les tout premiers travaux de Serge Frontier concernent l’étude du zooplancton, tel qu’il peut être observé dans un lieu déterminé, en l'occurrence au large de l'île de Nosy Be. Ils supposent la récolte et la description des espèces — voire la découverte d’espèces nouvelles. 
Le champ de son investigation ne tarde pas à nécessairement s’élargir aux dimensions des écosystèmes. Or la compréhension globale des écosystèmes offre de sérieuses difficultés méthodologiques, dues à l’extrême complexité de l’objet étudié. Son approche sera donc systémique :
« L’idée d’écosystème s’impose suite à la constatation que les espèces qui coexistent dans le milieu naturel montrent des dynamiques interactives et, par ailleurs, qu’elles interagissent collectivement avec le milieu physique ambiant qui les conditionne, et qu’en même temps elles modifient. L’ensemble forme alors un système » La notion générale d’émergence sera évidemment ici essentielle.
S. Frontier est donc amené « à mettre au point certaines méthodes de statistique et de traitement des données, et à en déterminer la sécurité. Ce travail méthodologique, très pragmatique à l’origine, nous a contraint à aborder de façon approfondie la question de l'hétérogénéité des répartitions planctoniques : l'étude statistique de l'incertitude d'échantillonnage conduit inexorablement à l'étude fondamentale de la microdistribution des organismes. […] Ainsi, nous passons d'une description à l'échelle géographique et à l'échelle annuelle, à une description à plus petite échelle spatio-temporelle, puis à une description seulement statistique de la dispersion des organismes, à l'échelle où n'apparaît plus que l'effet du brassage turbulent. ».
Ces mêmes méthodes trouveront bientôt un champ d’application plus vaste que celui pour lequel elles furent d’abord conçues. Il en est ainsi de l’utilisation des ‘’diagrammes rang-fréquence », que leurs utilisateurs appelleront par la suite ‘’diagrammes de Frontier’’.Dans ces domaines, où seule la statistique peut rendre compte des phénomènes, Serge Frontier a ouvert la voie vers une meilleure estimation de la réalité, en dirigeant sa recherche vers ce qu’on appelle une espérance mathématique. 
C'est ce qui fera dire au professeur Jean-Marie Pérès :« Celui qui connaît la carrière de ce chercheur sait les difficultés qu’il a dû vaincre pour appréhender la complexité de l’écosystème […] de la région de Nosy Bé. Du même coup il comprend pourquoi Serge Frontier a voulu développer sa culture mathématique et réfléchir sur les aspects apparemment les plus théoriques de l’écologie. […] J’ai compris le long cheminement de pensée qui a été le sien depuis le moment où il a commencé à travailler sur le "terrain", jusqu’au moment où il a atteint non pas le but qui était le sien il y a vingt ans, mes déjà les voies par lesquelles il est assuré d’atteindre un objectif plus ambitieux et plus général.»
Dès l’année 1967 en effet, on trouve chez S. Frontier l’intuition de réponses nouvelles au décryptage des situations naturelles complexes. Il aura bientôt recours aux notions mathématiques  de chaos, d'émergence, de fractale, d'ensemble flou, à la théorie de l'information et à la notion d'entropie etc., et prendra en compte le rôle de l’expérimentateur lui-même : « Une distribution observée traduit ainsi une interaction particulière entre objet échantillonné et acte d’échantillonnage, c’est-à-dire entre observé et observateur. » « L’étendue et la complexité de tout système naturel est tel que nous ne pouvons obtenir qu’une image approximative, image limitée […] à un petit nombre d’échelles d’observation ». Ces différentes notions avaient été jusqu’alors insuffisamment mises à profit dans le domaine des sciences de la vie.
Laurent Seuront et Christophe Luczak insisteront plus tard (2013) sur le caractère novateur des travaux de Serge Frontier : « Entre autres réalisations », écrivent-ils, « le Professeur Frontier fut un des premiers écologistes marins, sinon le premier écologiste tout court, à avoir, dès les années 1960, mis en œuvre une approche fonctionnelle de la structure des écosysthèmes […] à partir d’une utilisation originale de la théorie de l’information […]. Il fut ensuite le premier à développer de nouvelles procédures permettant l’évaluation de l’abondance planctonique et l’analyse de la structure des communautés en prenant en compte des variables multiples, et à résoudre le problème de l’échelle d’observation dans la compréhension et la modélisation des écosystèmes. » 

## Publications

### Classement possible des publications
La bibliographie récemment proposée par L. Seuront et Cr. Luczak retient dans le grand nombre des publications de Serge Frontier, outre les sept livres publiés, tous les articles qu’ils jugent particulièrement significatifs. Leur simple classement par matières est instructif et suffit à dessiner l’itinéraire scientifique de Serge Frontier tel que nous l’avons précédemment esquissé :
- Écologie descriptive, étude descriptive des peuplements zooplanctoniques

- Cotation d’abondance, étude de la diversité, diagrammes rang-fréquence (diagrammes de Frontier)

- Écologie numérique, méthodes statistiques appliquées à l’écologie

- Stratégies d’échantillonnage, structures spatiales

- Applications mathématiques à l’écologie marine : biométrie, théorie de l’information, fractales, ensembles flous, phénomènes chaotiques, transfert d’échelle

- Recherches écologiques en dehors du plancton

- Systémique

- Écologie générale, théories écologiques

### Livres
- Méthode statistique, applications à la biologie, la médecine et l’écologie, Paris, éditions Masson, collection Écologie, 1981, 246 pages,

- Stratégies d’échantillonnage en écologie, ouvrage collectif sous la direction de Serge Frontier, éditions Masson / Les Presses de l’Université Laval, 1982, 494 pages.

- Biométrie et oncéanographie, édition Ifremer, 1991, 177 pages.

- Écosystèmes — structure, fonctionnement, évolution, avec la collaboration de Denise Pichod-Viale, 1re édition, Masson, 1991, 392 pages ; 2e édition, éditions Dunod, 1998 ; 3e édition, avec la collaboration de Denise Pichod-Viale, Alain Leprêtre, Dominique Davoult et Christophe Luczak, 2004, éditions Dunod, 549 pages ; 4e édition, ibidem », 2008, 558 pages[29],

- Conséquences d’une vision systémique de l’écologie, pages 109-169 de Environnement, représentations et concepts de la nature, ouvrage collectif  sous la direction de Jean-Marc Besse et Isabelle Roussel, L’Harmattan, 1997,

- Les écosystèmes, PUF, "Que sais-je" 1999, 128 pages.

- Statistiques pour les sciences de la vie et de l’environnement, avec la collaboration de Dominique Davoult, Valérie Gentilhomme et Yvan Lagadeuc, éditions Dunod, 2007, 384 pages,

### Liste chronologique des principaux articles
- Hétéropodes et Ptéropodes récoltés dans le plankton de Nosy-Bé, Cahiers ORSTOM, Océanographie, no 6, série Nosy Bé 2, 1963, pages 213-227.

- Présence de Criseis chierchiae  (Boas) dans l’Océan Indien, Cahiers ORSTOM, Océanographie, no 6, série Nosy Bé 2, 1963, pages 229-232.

- Notes sur quelques larves atypiques de Décapodes brachyoures récoltées dans le Plankton de Nosy Bé, Cahiers ORSTOM, Océanographie, no 3, 1963, pages 31-59.

- Zooplankton récolté en mer d’Arabie, golfe Persique et golfe d’Aden (3e campagne océanographique du « Commandant Robert Giraud », avril à juin 1961), II. Ptéropopodes : systématique et répartition, Cahiers ORSTOM, Océanographie, no 6, 1963, pages 233-254.

- Le problème des Creseis, Cahiers ORSTOM, Océanographie, III, 2, 1965, pages 11-17.

- Liste complémentaire des Ptéropodes du Plancton de Nosy Bé (Madagascar) , Cahiers ORSTOM, série Océanographie, volume IV, no 2, 1966, pages 229-231.

- Notes morphologiques sur les Atlanta récoltées dans le Plancton de Nosy Bé (Madagascar) , Cahiers ORSTOM, série Océanographie, volume IV, no 2, 1966, pages 131-139.

- Zooplancton de la région de Nosy Bé. I. Programme des récoltes et techniques d’études. II. Plancton de surface aux stations 5 et 10, Cahiers ORSTOM, série Océanographie, volume IV, no 3, 1966, pages 1-36.

- Thecosomatous Pteropods from the Mozambique Channel, en collaboration avec N. Della Croce, Bulletino dei musei et degli instituti biologici dell’Universitá di Geneva, volume XXXIV, no 207, 1966, Fratelli Pagao, Genova, pages 197-113.

- Étude statistique de la dispersion du Zooplancton, J. exp. Mar. Biol. Ecol, North-Holland Publishing Company, 1973, volume 12, pages 229-262.

- Évaluation de la quantité totale d’une catégorie d’organismes planctoniques dans un secteur néritique, J. exp. Mar. Biol. Ecol, North-Holland Publishing Company, 1973, volume 12, pages 299-304.

- Deuxième liste complémentaire des Ptéropodes du Plancton de Nosy-Bé (Madagascar) , Cahiers ORSTOM, série Océanographie, volume XI, no 3, 1973, pages 252-257.

- Zooplancton de la région de Nosy-Bé — V) Cladocères, contribuation à l’étude d’une baie autrophoque tropicale, Cahiers ORSTOM, série Océanographie, volume XI, no 3, 1973, pages 259-272.

- Zooplancton de la région de Nosy-Bé — VI) Ptéopodes, Hétéropodes — première partie : Espèces holonéritiques et néritiques-internes, contribuation à l’étude d’une baie autrophoque tropicale, Cahiers ORSTOM, série Océanographie, volume XI, no 3, 1973, pages 273-289.

- Zooplancton de la région de Nosy-Bé — VII) Ptéopodes, Hétéropodes — deuxième partie : Espèces néritiques-externes et océaniques tolérantes, Cahiers ORSTOM, série Océanographie, volume XI, no 3, 1973, pages 291-302.

- Utilisation des diagrammes rang-fréquence dans l’analyse des écosystèmes, « Journal de Recherche Océanographique », volume I, no 3, 1976, pages 35-48.

- Utilisation d’une cotation d’abondance fondée sur une progression géométrique, pour l’analyse des composantes principales en écologie planctonique, par S. Frontier et F. Ibanez J. Exp. Mar. Biol. Ecol., 14, 1974, pages 217-224.

- Utilisation d’une cotation d’abondance mise au point en planctologie pour l’évaluation des troupeaux de cétacés en mer, par Serge Frontier et Denise Viale, « Journal de Recherche Océanographique », 1977, 2 (4), p. 15-22[30].

- Réflexions pour une théorie des écosystèmes, Paris, Bulletin d’Écologie, 1977, tome 8, 4, pages 445-464.

- Interface entre deux écosystèmes : exemple dans le domaine pélagique, Annales de l’Institut Océanographique, nouvelle série, tome 54, fascicule 2, Masson éditeur, 1978, pages 95-105, texte

- Écosystèmes d’estuaires dans les baies de la côte nord-ouest de Madagascar, Bulletin d’Écologie, 1978, tome 9, 1, pages 39-50.

- Diversity and structure in aquatic ecosystems, Oceanography and Marine Biology Annual Review, 23, 1985, pages 253-312.

- Studying fronts as contact interfaces, in Marine Interfaces Ecohydrodynamics, Elsevier Oceanography series 42 (J.C.J. Nihoul ed), Amsterdam, 1986, pages 55-66.

- Applications of fractal theory to ecology, in Development in numerical ecology (P. Legendre & L. Legendre eds). Springer Verlag, Berlin, 1987, pages 335-378.

- Les outils mathématiques nouveaux du transfert d’échelle : géométrie fractale, relateurs arithmétiques, théorie des catastrophes, dynamique chaotique, analyse non standard, in Le transfert d’échelle, Séminfor IV : Quatrième Séminaire Informatique de l’ORSTOM (C. Mullon ed), p. 379-403. ORSTOM, Paris, 1991, pages 379-403.

- Hiérarchies, dépendances d’échelles et transferts d’échelles en océanographie, par S. Frontier, J. Le Fèvre et Denise Pichod-Viale, in : P. Auger, J. Baudry & F. Fournier, Hiérarchies et échelles en écologie (eds), Paris, Naturalia, 1992, pages. 187-223.

- Écologie et systémique, par S. Frontier et Denise Pichod-Viale in : F. Le Gallou et B. Bouchon-Meunier eds, Systémique. Théorie et applications, Paris, Lavoisier, 1992, p. 224-247.
- Éléments de théorie des systèmes (« systémique ») —  application à l’écologie et à l’économie, Séminaire IFREMER (« Institut Français de Recherche pour l’Exploitation de la Mer »), Nantes, 10-11 juin 1993.

- Surface megafauna related to Western Mediterranean circulation, par DeniseViale et S. Frontier, Aquatic Living Resources, 7: 105-126, 1993.

- Species-diversity as a fractal property of biomass, in Fractals in the natural and applied sciences, Elsevier, North Holland (M.M. Novak ed), 1994, pages 119-127.

- Multifractal structure of phytoplankton biomass and temperature in the ocean, par L. Seuront, Y. Lagadeuc, F. Schmitt, D. Schertzer, S. Lovejoy et S. Frontier, Geophysical Research Letters, 23: 3591-3594, 1996.

- Conséquences d’une vision systémique de l’écologie, in Environnement : représentations et concepts de la nature, (J.M. Besses & I. Roussel eds). L’Harmattan, 1997, pages 109-170.

- Développements récents en théorie des écosystèmes, par S. Frontier et A. Le prêtre, Ann. Inst. océanog. 74, 1998, pages 43-87.

- Influence of temporal characteristics of physical phenomena on plankton dynamics, as shown by North-West European marine ecosystems, par J. Le Fèvre et S. Frontier, in Toward a theory on biological-Physical interactions in the World Ocean (B.J. Rothschild ed), Dordrecht, 1988, Kluwer Academic Press, p. 245-272.